# Бенем (Кентуккі)
Бенем (англ. Benham) — місто (англ. city) в США, в окрузі Гарлан штату Кентуккі. Населення — 512 особи (2020).

## Географія
Бенем розташований за координатами 36°57′51″ пн. ш. 82°57′8″ зх. д. / 36.96417° пн. ш. 82.95222° зх. д. (36.964111, -82.952263).  За даними Бюро перепису населення США в 2010 році місто мало площу 0,61 км², з яких 0,61 км² — суходіл та 0,00 км² — водойми.

## Демографія
Згідно з переписом 2010 року, у місті мешкало 500 осіб у 221 домогосподарстві у складі 163 родин. Густота населення становила 814 особи/км².  Було 275 помешкань (447/км²).
Расовий склад населення:
| - 92,8 % — білих - 6,6 % — чорних або афроамериканців - 0,2 % — корінних американців |

До двох чи більше рас належало 0,4 %. Частка іспаномовних становила 0,0 % від усіх жителів.
За віковим діапазоном населення розподілялося таким чином: 19,6 % — особи молодші 18 років, 61,0 % — особи у віці 18—64 років, 19,4 % — особи у віці 65 років та старші. Медіана віку мешканця становила 47,1 року. На 100 осіб жіночої статі у місті припадало 90,1 чоловіків;  на 100 жінок у віці від 18 років та старших — 82,7 чоловіків також старших 18 років.
Середній дохід на одне домашнє господарство  становив 43 534 долари США (медіана — 35 446), а середній дохід на одну сім'ю — 48 329 доларів (медіана — 39 821). За межею бідності перебувало 25,1 % осіб, у тому числі 31,5 % дітей у віці до 18 років та 18,3 % осіб у віці 65 років та старших.
Цивільне працевлаштоване населення становило 172 особи. Основні галузі зайнятості: освіта, охорона здоров'я та соціальна допомога — 28,5 %, сільське господарство, лісництво, риболовля — 17,4 %, публічна адміністрація — 14,5 %, мистецтво, розваги та відпочинок — 13,4 %.